# Rozprawa (nauka)
Rozprawa – rozbudowany tekst naukowy lub filozoficzny poświęcony szczegółowemu, pełnemu omówieniu jednego danego zagadnienia. Rozprawa ma omawiać to zagadnienie ze spójnego i określonego punktu widzenia, prezentować obszerny materiał dowodowy oraz rozwiniętą argumentację. Bieg rozumowania i dowodzenia przedstawiony w rozprawie ma prowadzić do konkluzywnych i rozstrzygających rezultatów.
Szczególnie rozbudowane rozprawy poświęcone tematom fundamentalnym dla danej dziedziny wiedzy noszą nazwę traktatu. Rozprawa przedstawiona w celu uzyskania stopni naukowych to dysertacja.